# مارك بيلينغهام
مارك بيلينغهام (بالإنجليزية: Mark Billingham)‏ (2 يوليو 1961، برمنغهام في المملكة المتحدة)؛ ، كاتب، مؤلف، ممثل، كاتب سيناريو وروائي إنجليزي.

## روابط خارجية
- مارك بيلينغهام على موقع IMDb (الإنجليزية)
- مارك بيلينغهام على موقع ميوزك برينز (الإنجليزية)
- مارك بيلينغهام على موقع قاعدة بيانات الفيلم (الإنجليزية)